# ناهار در چمنزار
ناهار در چمنزار (به فرانسوی: Le déjeuner sur l'herbe) که در ابتدا آب‌تنی نامگذاری شده‌بود، یک نقاشی رنگ روغن اثر نقاش فرانسوی ادوار مانه (۱۸۳۲ - ۱۸۸۳ میلادی) است. این اثر که بین سال‌های ۱۸۶۲ تا ۱۸۶۳ میلادی خلق شده است، ابعادی در حدود ۲۰۸ در ۲۶۴٫۵ سانتیمتر (۸۱٫۹ × ۱۰۴٫۵ اینچ) دارد. همنشینی یک زن برهنه با مردانی در لباس رسمی، انتقادات فراوانی را هنگام اولین نمایش این اثر در نمایشگاه ردشدگان در پاریس و به سال ۱۸۶۳، به وجود آورد. این کار هم‌اکنون در موزه اورسی در پاریس نگهداری می‌شود در حالی که نسخه‌ای کوچک‌تر و قدیمی‌تر از این اثر، در نگارخانه کورتالد در لندن قابل دیدن است.

## توصیف اثر

ویکتورین مورنت، مدل مورد علاقهٔ ادوار مانه

مانه در ۱۸۶۳ افکار عمومی فرانسه را با نمایش ناهار در چمنزار شوکه کرد. این اثر یک نقاشی رئال در مفهوم اجتماعی و سیاسی دومیر (نقاش و مجسمه‌ساز معروف فرانسوی) نیست، بلکه توضیحی در حمایت از آزادی فردی هنرمند است. شوک دیدن زنی برهنه در حال خوردن ناهار با دو مرد سر تا پا پوشیده که توهین به قواعد متداول اجتماعی و آداب نزاکت آن دوران تلقی می‌شد، با مطرح شدن آشنایی نقاش با مدل‌ها شدت گرفت. زن برهنه، مدل نقاش ویکتورین مورنت بود که با اندامی به شدت لاغر، به بیننده خیره شده است. یکی از دو مرد، برادر نقاش گوستاو و دیگری، برادر زن آینده‌اش فردیناند لینهوف است. دو مرد در حالی که لباس رسمی بر تن دارند، گرم گفتگو شده و زن را نادیده گرفته‌اند. در مقابل آن‌ها، لباس‌های زن، یک سبد میوه و یک قرص نان شبیه به یک نقاشی در طبیعت بی‌جان (به انگلیسی: still life) نمایش داده شده است. در پس‌زمینه اثر یک زن لباس‌پوش به آب رود زده است که در مقام مقایسه با پیکره‌های مقابل کار، خیلی بزرگ‌تر از دید پرسپکتیو است و به نوعی شناور دیده می‌شود. پس‌زمینه تقریباً بدون عمق رنگ شده است که به بیننده حسی را تلقین می‌کند که این صحنه در فضای باز رخ نداده است، بلکه در استودیو کار شده است. این حس با کاربرد نور عکاسی که تقریباً بدون سایه کار می‌شود، تقویت شده است و در واقع، نورپردازی این اثر را کاملاً متناقض و غیرطبیعی نشان می‌دهد. همچنین مرد سمت راست کلاه منگوله‌داری بر سر دارد که معمولاً در خانه مورد استفاده قرار می‌گیرد.
همسر مانه، سوزان لینهوف و مدل مورد علاقه‌اش ویکتورین مورنت، هر دو برای زن برهنه مدل شدند که از سر مورنت و اندام لینهوف در این اثر استفاده شده است. همچنین سبک این نقاشی از رسوم آکادمیک زمان خود کاملاً مستقل است. نقاش سعی نکرده است تا ضربات قلم‌مو را بپوشاند و در واقع در بعضی از نقاط صحنه، نقاشی ناتمام دیده می‌شود. زن برهنه در این کار با پیکره‌های صاف و بی‌عیب اینگرس و کابانل بسیار فاصله دارد.

## یادداشتی ازامیل زولا
ناهار در چمنزار بزرگ‌ترین اثر ادوار مانه است، اثری که در آن وی رؤیای تمام نقاشان را درک کرد: قرار دادن نقوش شکوه طبیعت در یک چشم‌انداز. ما قدرتی که وی با آن بر این مشکل غلبه کرد را می‌شناسیم. در کار تعدادی برگ و تعدادی تنه درخت دیده می‌شود و در پس‌زمینه، رودخانه‌ای که یک زن در لباس خواب در آن حمام می‌کند. در پیش‌زمینه، دو مرد در مقابل یکدیگر بر روی زمین نشسته‌اند در کنار زن دومی که به تازگی از آب خارج شده است و تن برهنه‌اش را در فضای باز خشک می‌کند. این زن برهنه جامعه‌ای را به تمسخر گرفت که فقط وی را بر روی بوم می‌دیدند. خدای من! چه گستاخ! یک زن بدون هیچ پوششی بین دو مرد پوشیده! چنین چیزی هرگز دیده نشده است و این باور یک خطای فاحش است. در لوور بیش از ۵۰ نقاشی است که در آن‌ها ترکیبی از اشخاصی پوشیده و برهنه دیده می‌شود اما هیچ‌کس به لوور نمی‌رود تا مورد تمسخر قرار گیرد. مردم از قضاوت کردن در مورد ناهار در چمنزار به عنوان یک کار اصیل از هنر طفره می‌روند؛ آن‌ها در این اثر عده‌ای را می‌بینند که به پیک‌نیک رفته‌اند، حمام کردنشان را تمام کرده‌اند و خیال می‌کنند که هنرمند با نمایش این موضوع قصد و نیتی وقیحانه و شهوت‌انگیز را نشان می‌دهد، در حالی که نقاش سعی کرده است تا به راحتی مخالفینی دمدمی مزاج و مخاطبینی بی‌پرده پیدا کند. نقاشان، و به‌ویژه ادوار مانه که خود یک نقاش تحلیلی است، وسواس توده مردم در این موضوع که بیش از همه مردم را زجر داد، ندارند؛ برای آن‌ها یک موضوع تنها دستاویزی است برای نقاشی کردن، در حالی که برای مردم عادی تنها موضوع است که وجود دارد؛ بنابراین، زن برهنه ناهار در چمنزار مطمئناً به این دلیل آنجاست تا فرصتی استثنایی برای هنرمند در نقاشی پیکره‌ای انسانی را مهیا کند. آن چیزی که در نقاشی باید دیده شود ناهار بر روی چمنزار نیست، بلکه تمامی این منظره است، با قدرت و قابلیتش، با پیش‌زمینه‌ای بزرگ و استوار، و با پس‌زمینه‌ای از ظرافت‌های نورپردازی؛

زولا نسخه‌ای خیالی از این نقاشی و جار و جنجال‌های پیرامون آن را در رمان خود به نام شاهکار (به فرانسوی: L'Œuvre) ارائه کرده است.

## تأثیرات
کمپوزیسیون مانه در این کار، نشان از مطالعه وی بر آثار استادان قدیمی اروپایی است، به عنوان مثال می‌توان به نحوه قرارگیری المان‌های اصلی اثر در قضاوت پاریس (۱۵۱۵ میلادی) اثر مارکانتونیو ریموندی که خود از روی طرحی از رافائل حکاکی شده بود، اشاره کرد.
محققان همچنین دو کار دیگر را در تابلوی ناهار در چمنزار مانه به عنوان الگو ذکر می‌کنند، کنسرت روستایی (۱۵۰۸ میلادی) و تندباد که هر دو از آثار مشهور رنسانس هستند که به نقاشان ایتالیایی، جیورجیونه و تیتزیانو وسلی نسبت داده می‌شوند. تندباد که یکی از نگاره‌های مطرح رنسانس است و یک مرد ملبس و یک زن برهنه را در منظره‌ای از یک روستا نشان می‌دهد، یکی از مهم‌ترین نمونه کارها برای مانه در نقاشی ناهار در چمنزار به حساب می‌آید. همچنین کنسرت روستایی که دو مرد با لباس را در محیطی روستایی در کنار دو زن برهنه نمایش می‌دهد، حتی بیشتر از این با اثر مانه تشابه دارد. این اثر که هم‌اکنون در موزه لوور در پاریس نگهداری می‌شود، از احتمال بیشتری برخوردار است که توسط مانه بررسی شده باشد.

## بحث
یکی از تفاسیر این اثر اشاره به فحشای گسترده در پارک بولونی (به فرانسوی: Bois de Boulogne)، پارک جنگلی بزرگی در حومه جنوب غربی پاریس در زمان خلق این اثر دارد. در پاریس، تقریباً همه مردم از روسپیگری در این پارک خبر داشتند اما این موضوع، تابویی بود که به هیچ روی مناسب سوژه اصلی خلق یک تابلو نقاشی نبود. در واقع این پارک تا به امروز به عنوان مکان تماس با روسپیان و فعالیت‌های غیرقانونی شناخته شده، همان‌طور که در قرن نوزدهم میلادی بود.

## نگارخانه

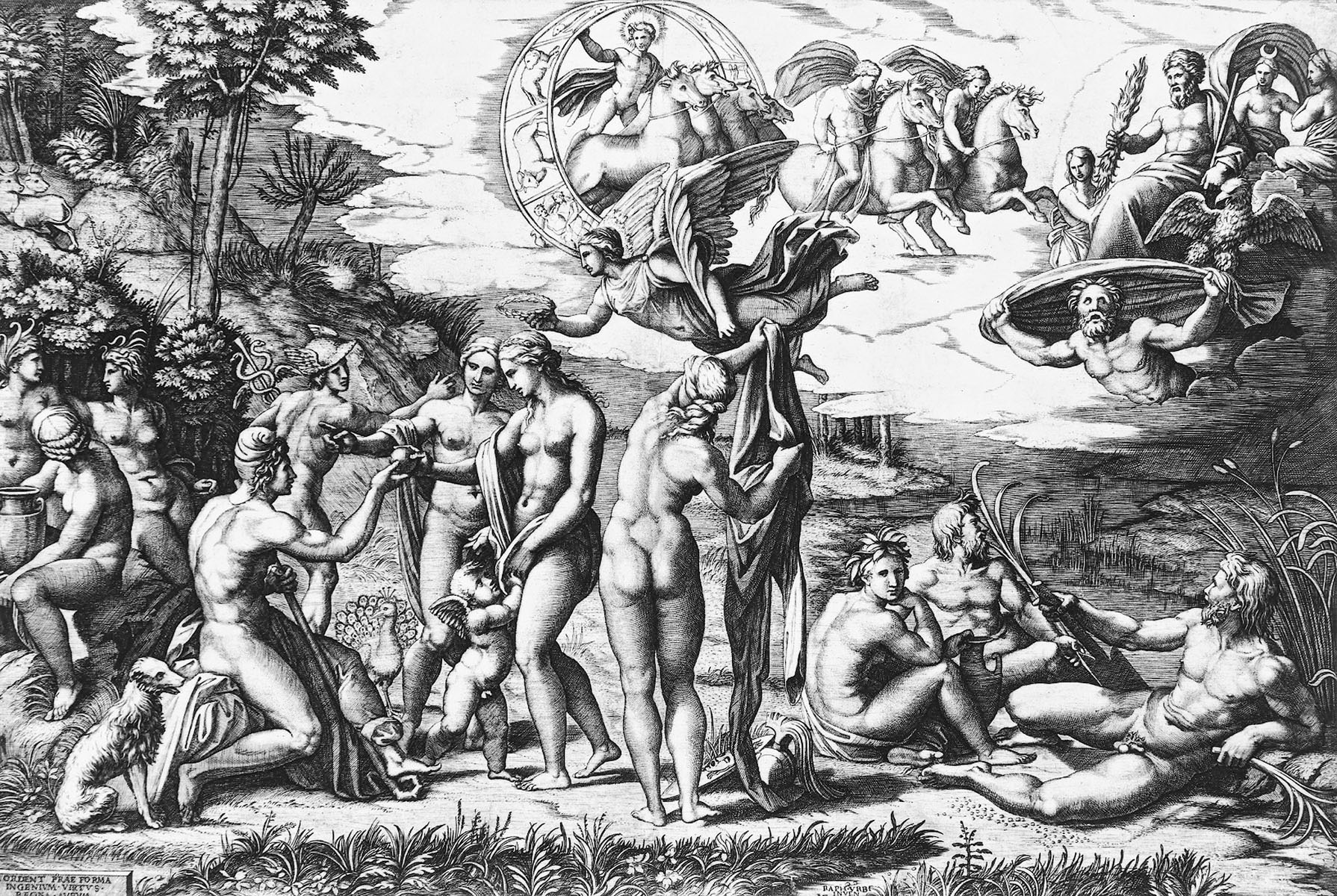
قضاوت پاریس حکاکی حدود ۱۵۱۵ توسط ریموندی به طراحی توسطرافائل.
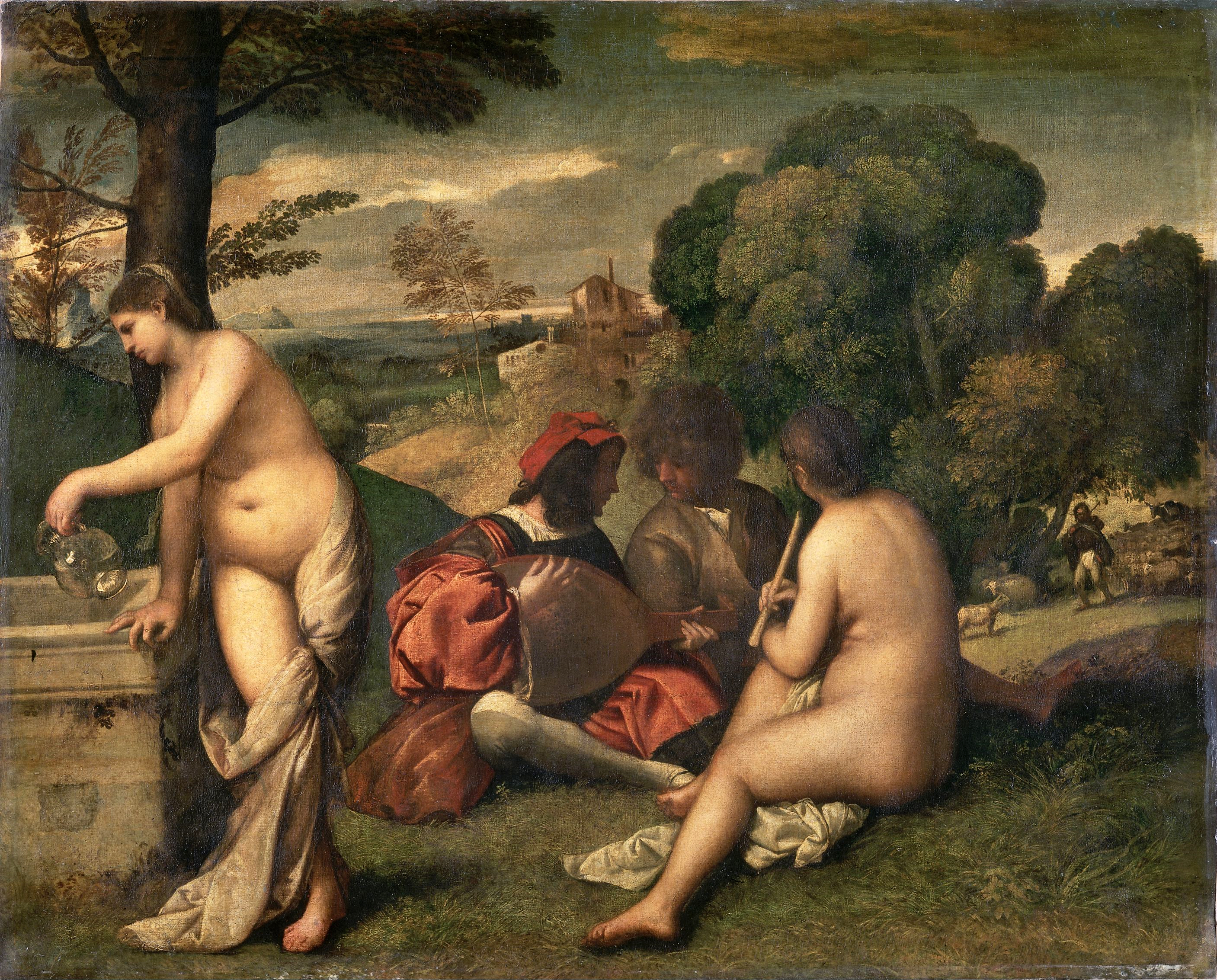
هم‌نوازی روستایی حدود ۱۵۱۰، توسط جورجونه یا تیسین،  موزه لوور،  پاریس، به عنوان الهام بخش نقاشی مانه ذکر شده است.
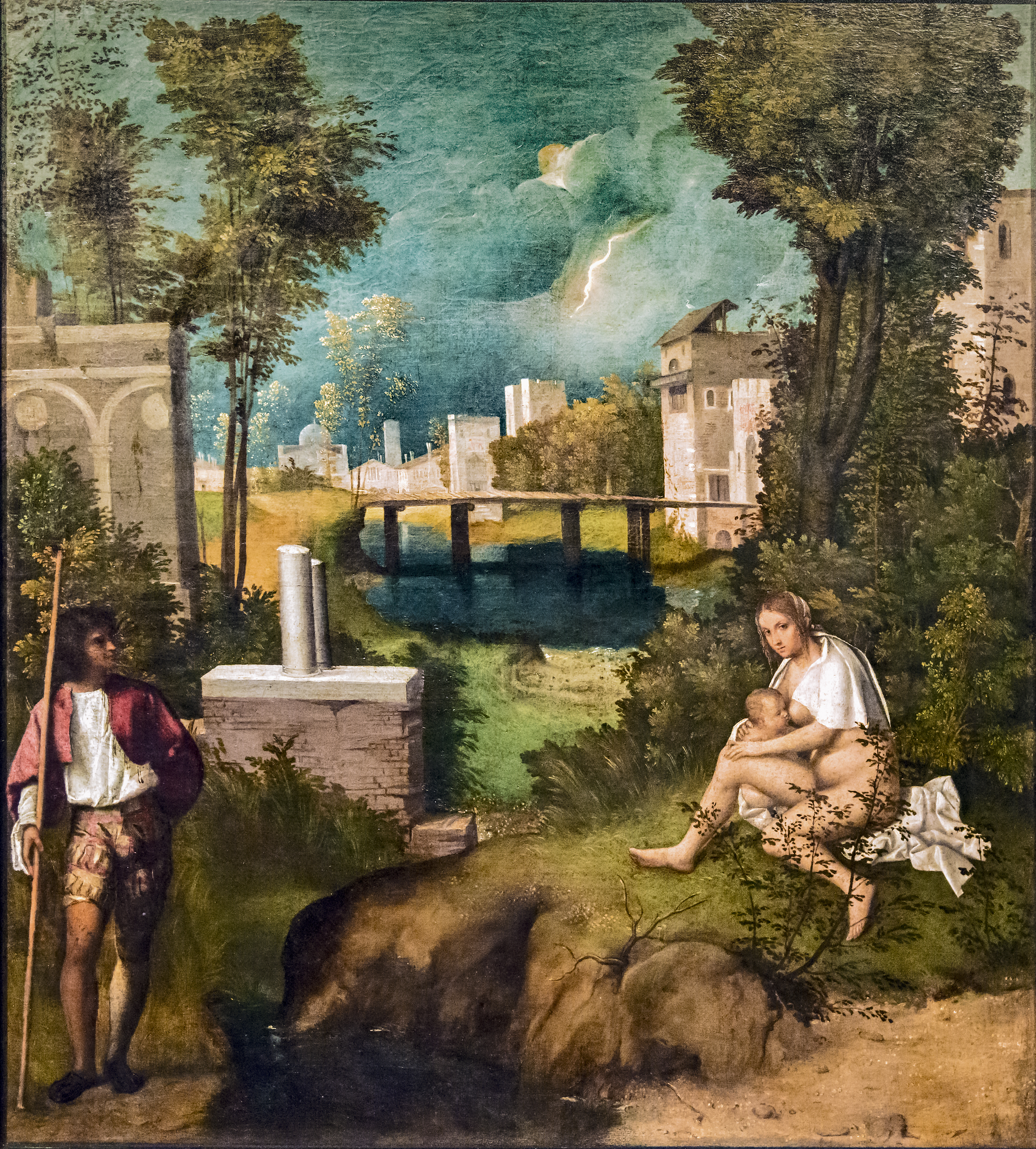
جورجونه،  طوفان (جورجونه) (حدود ۱۵۰۸). گالری آکادمیا، ونیز، ایتالیا.
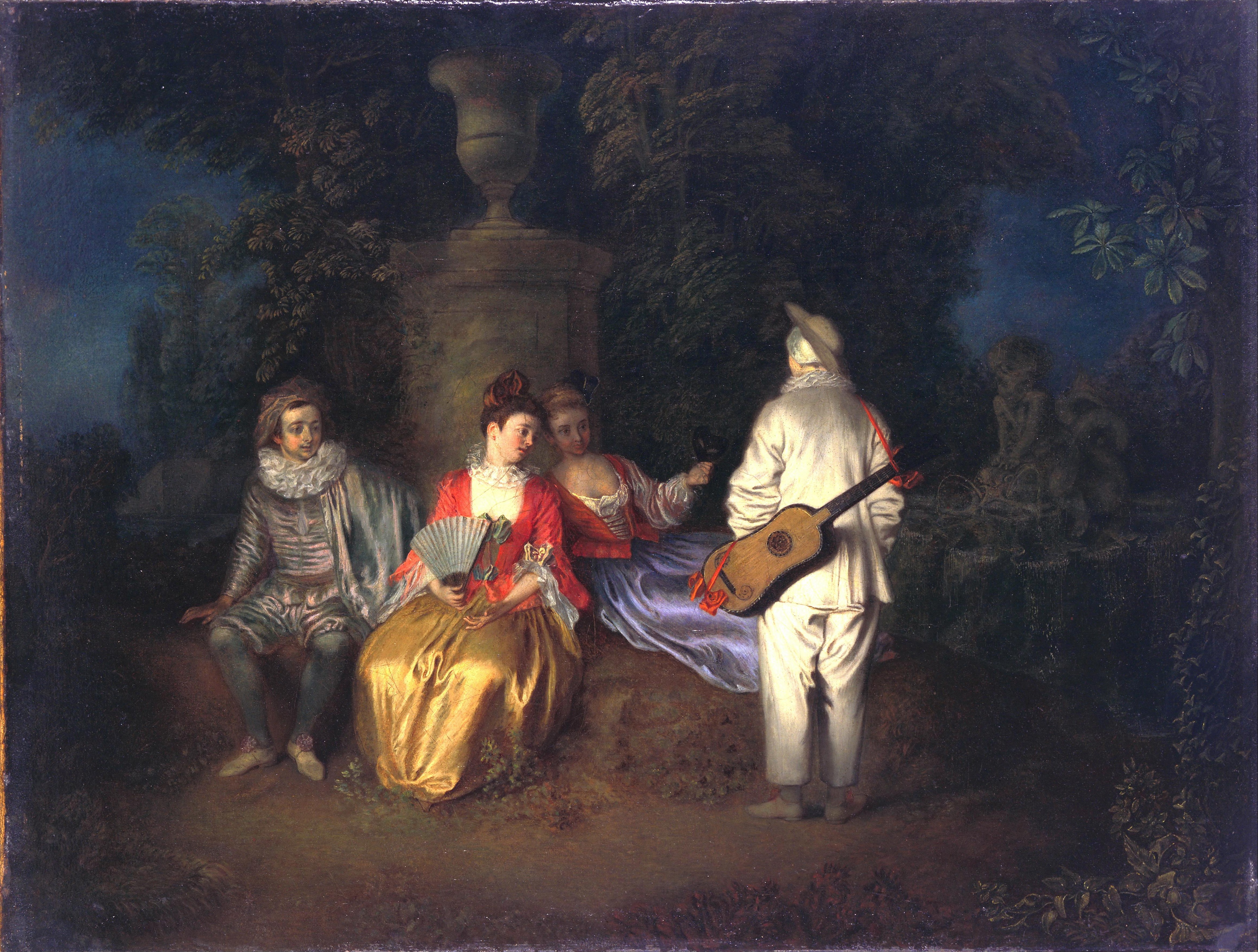
ژان-آنتوان واتو،  قسمت مربع، ج. ۱۷۱۳